# Campionati europei di pentathlon moderno
I Campionati europei di pentathlon moderno sono una competizione internazionale di pentathlon moderno che si svolge annualmente dal 1987.

## Edizioni
| N.     | Anno | Città ospitante          | Città ospitante |
| N.     | Anno | Maschili                 | Femminili       |
| ------ | ---- | ------------------------ | --------------- |
| I      | 1987 | Berlino Ovest            |                 |
| II     | 1989 | Umeå                     | Modena          |
| III    | 1991 | Roma                     | Sofia           |
| IV     | 1993 | Sofia                    | Győr            |
| V      | 1995 | San Benedetto del Tronto | Berlino         |
| VI     | 1997 | Székesfehérvár           | Mosca           |
| VII    | 1998 | Uppsala                  | Varsavia        |
| VIII   | 1999 | Drzonków                 | Tampere         |
| IX     | 2000 | Székesfehérvár           | Székesfehérvár  |
| X      | 2001 | Sofia                    | Sofia           |
| XI     | 2002 | Ústí nad Labem           | Ústí nad Labem  |
| XII    | 2003 | Ústí nad Labem           | Ústí nad Labem  |
| XIII   | 2004 | Albena                   | Albena          |
| XIV    | 2005 | Montepulciano            | Montepulciano   |
| XV     | 2006 | Budapest                 | Budapest        |
| XVI    | 2007 | Riga                     | Riga            |
| XVII   | 2008 | Mosca                    | Mosca           |
| XVIII  | 2009 | Lipsia                   | Lipsia          |
| XIX    | 2010 | Debrecen                 | Debrecen        |
| XX     | 2011 | Medway                   | Medway          |
| XXI    | 2012 | Sofia                    | Sofia           |
| XXII   | 2013 | Drzonów                  | Drzonów         |
| XXIII  | 2014 | Székesfehérvár           | Székesfehérvár  |
| XXIV   | 2015 | Bath                     | Bath            |
| XXV    | 2016 | Sofia                    | Sofia           |
| XXVI   | 2017 | Minsk                    | Minsk           |
| XXVII  | 2018 | Székesfehérvár           | Székesfehérvár  |
| XXVIII | 2019 | Bath                     | Bath            |
| XXIX   | 2021 | Nižnij Novgorod          | Nižnij Novgorod |
| XXX    | 2022 | Székesfehérvár           | Székesfehérvár  |
| XXXI   | 2023 | Cracovia                 | Cracovia        |
| XXXII  | 2024 | Budapest                 | Budapest        |
| XXXIII | 2025 | Madrid                   | Madrid          |

## Medagliere
Aggiornato a Madrid 2025.
| Posiz. | Nazione          | Oro | Argento | Bronzo | Totale |
| ------ | ---------------- | --- | ------- | ------ | ------ |
| 1      | Ungheria         | 50  | 36      | 32     | 118    |
| 2      | Russia           | 29  | 26      | 23     | 78     |
| 3      | Regno Unito      | 18  | 18      | 14     | 50     |
| 4      | Lituania         | 17  | 13      | 7      | 37     |
| 5      | Italia           | 15  | 14      | 18     | 47     |
| 6      | Francia          | 14  | 18      | 14     | 46     |
| 7      | Rep. Ceca        | 11  | 9       | 15     | 35     |
| 8      | Germania         | 9   | 15      | 9      | 33     |
| 9      | Bielorussia      | 8   | 11      | 16     | 35     |
| 10     | Polonia          | 6   | 16      | 22     | 44     |
| 11     | Unione Sovietica | 6   | 2       | 3      | 11     |
| 12     | Ucraina          | 5   | 10      | 10     | 25     |
| 13     | Irlanda          | 1   | 2       | 0      | 3      |
| 14     | Svizzera         | 1   | 0       | 1      | 2      |
| 15     | Estonia          | 1   | 0       | 0      | 1      |
| 16     | Svezia           | 0   | 1       | 3      | 4      |
| 17     | Lettonia         | 0   | 1       | 2      | 3      |
| 18     | Romania          | 0   | 1       | 1      | 2      |
| 18     | Spagna           | 0   | 1       | 1      | 2      |
| 20     | Cecoslovacchia   | 0   | 1       | 0      | 1      |
| 20     | Germania Ovest   | 0   | 1       | 0      | 1      |
| 22     | Turchia          | 0   | 0       | 2      | 2      |
| 23     | Grecia           | 0   | 0       | 1      | 1      |
| Totale | Totale           | 193 | 106     | 194    | 583    |